# Un pacifico matrimonio
 Un pacifico matrimonio è un romanzo del 1980 scritto da Doris Lessing. È il secondo dei cinque libri della serie Canopus in Argos:Archivi.

La storia è ambientata in tre delle zone presenti sul pianeta Shikasta (un pianeta con molte analogie con la Terra), e racconta dell'unione in matrimonio combinato dai Tutori tra una mite regina, Al-Ith, proveniente dalla zona tre, un territorio pacifico e matriarcale, e il brutale Ben-Ata, proveniente dalla zona Quattro, dedita invece alla guerra e al caos. Il matrimonio tra i due opposti, femminilità e mascolinità modificherà i delicati equilibri di forza delle due zone. La storia è raccontata dal punto di vista di Al-Ith e si incentra sull'abbattimento delle barriere tra le due zone e su come il confronto tra realtà diverse sia fonte di arricchimento. Sono molto trattati i temi della maternità, della paternità e del rapporto tra i sessi.
Il romanzo è stato influenzato dai temi spirituali e mistici del Sufismo, una corrente di pensiero Islamica a cui Doris Lessing si interessò durante la metà degli anni 60. Le zone possono essere interpretate come i diversi livelli di presa di coscienza del Sufismo.
Lessing fu molto criticata per l'aver abbandonato il suo stile tradizionale per scrivere fantascienza, sebbene Lessing afferma che ci sono stati alcuni lettori, specialmente tra i più giovani che hanno apprezzato e conosciuto esclusivamente i suoi i romanzi appartenenti al filone fantascientifico.

## Edizione italiana
Doris Lessing, Un pacifico Matrimonio, traduzione di Eleonora Federici, 1ª ed., Fanucci Editore, 2007, ISBN 978-88-347-1337-2.